# 히가시사토촌 (나라현 야마베군)
히가시사토촌(東里村)은 나라현의 북동부 야마베군에 속해있던 촌이다. 현재는 우다시 무로의 일부이다. 

## 역사
- 1889년 4월 1일 - 정촌제 시행에 의해 야마베군 히가시사토촌이 성립하였다.
- 1955년 2월 11일 - 무로촌, 야마베군 산본마쓰촌과 합병해, 무로촌이 되어 소멸하였다.

## 학교
- 奈良県立山辺高等学校東里分校：1956년 3월 폐교。